# Remenus duffieldi
Remenus duffieldi är en bäcksländeart som beskrevs av Nelson, C.H. och Boris C. Kondratieff 1995. Remenus duffieldi ingår i släktet Remenus och familjen rovbäcksländor. Inga underarter finns listade i Catalogue of Life.